# Otani Masashi
Masashi Otani (sinh ngày 17 tháng 4 năm 1983) là một cầu thủ bóng đá người Nhật Bản.

## Sự nghiệp câu lạc bộ
Masashi Otani đã từng chơi cho Kashima Antlers, Albirex Niigata, Japan Soccer College và Arte Takasaki.